# Poème électronique
Poème électronique — електронний музичний твір Едгара Вареза, написаний 1958 р. для павільйону фірми Philips на Всесвітній виставці у Брюсселі. Поема була частиною однойменної мультимедійної композиції, яка відтворювалася у павільйоні і мала звукову, відео- та світлову складові. У початковій версії Поема мала три звукові канали й була реалізована у лабораторії Philips у Ейндговені.
Проектом павільйону опікувався Ле Корбюзьє. Проте, оскільки він був сильно завантажений, значну частину координації проектом здійснював Яніс Ксенакіс, який також спроектував накриття павільйону[джерело?]. Роботу над звуковою доріжкою Варез розпочав 2 вересня 1957 р., а 21 грудня того ж року відбулася зустріч з представниками Philips, де їм представили фрагменти Поеми. Втім, вони були незадоволені твором, і Ле Корбюзьє довелось поставити їм ультиматум: якщо вони забажають відмовитися від участі Вареза, Ле Корбюзьє піде з проекту.
Під час Всесвітньої виставки звукова доріжка Поеми відтворювалася у просторовій проєкції через 11-канальну звукову систему на 150—400 гучномовців (за різними джерелами) і її супровожджувала відеодоріжка авторства Ле Корбюзьє. Окремі фрагменти звукової доріжки створив Янніс Ксенакіс.
Поема складалася з семи розділів:
| Час (с.) | Назва                                                          |
| -------- | -------------------------------------------------------------- |
| 0-60     | Походження (англ. Genesis)                                     |
| 61-120   | З духу й матерії (англ. Of Spirit and Matter)                  |
| 121-204  | Від темряви до світанку (англ. From Darkness to Dawn)          |
| 205-240  | Боги, створені людьми (англ. Man-Made Gods)                    |
| 241-300  | Як час формує цивілізацію (англ. How Time Moulds Civilization) |
| 301-360  | Гармонія! (англ. Harmony!)                                     |
| 361-480  | Для всього людства (англ. To All Mankind)                      |